# Kienké (fleuve)
La Kienké est un fleuve du sud du Cameroun qui se jette sur l'océan atlantique près de Kribi.

## Géographie
Avec la Lobé, il est l'un des deux petits fleuves qui se jettent dans l'Océan à quelques kilomètres de distance, la Kienke au nord par une succession de rapides dans le petit port de Kribi et  la Lobé par des chutes directement dans la mer.